# Letra grifa

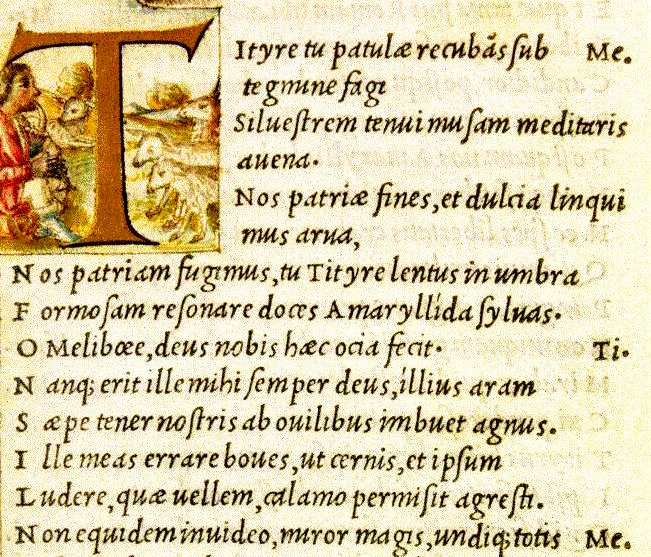
Imagen de la cursiva en la edición aldina de Virgilio de 1501.

La letra grifa, agrifada o aldina (según el DRAE), es un estilo de letra de imprenta cursiva o la caligrafía que la imita.

## Historia
Fue creada por Francesco Griffo a partir de la cancilleresca (letra manuscrita de los humanistas italianos agrupados en torno al notario florentino Niccolò Niccoli) por encargo del impresor veneciano Aldo Manucio. Manucio la destinó a sus ediciones de bolsillo y a menudo a la poesía. Aunque pronto se combinó con la letra redonda, hasta entrado el siglo XVII no se utilizó corrientemente como una variante para señalar el subrayado.
Las primeras cursivas carecían de un diseño independiente para las letras capitales y usaban las de la redonda.
El primer libro editado con el nuevo diseño fue las obras de Virgilio en octavo de 1501. Al año siguiente estas letras fueron imitadas por los impresores de Lyon, y pronto el nuevo estilo se difundió por Europa. En España se registra su uso por primera vez en 1528, con letras importadas, mientras que diseños realizados directamente en territorio peninsular se encuentran por primera vez en Alcalá de Henares en la imprenta de Miguel de Eguía, en una edición de 1529 de los Comentarios de Julio César, en gótica pero con la dedicatoria firmada por Eguía compuesta en cursiva. Hacia 1540 apareció una cursiva en la imprenta de Juan de Ayala de Toledo, en atanasia.

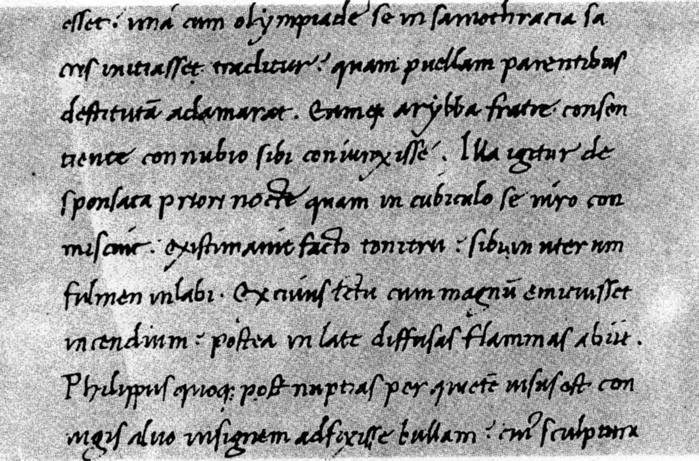
Manuscrito de Niccolò Niccoli.

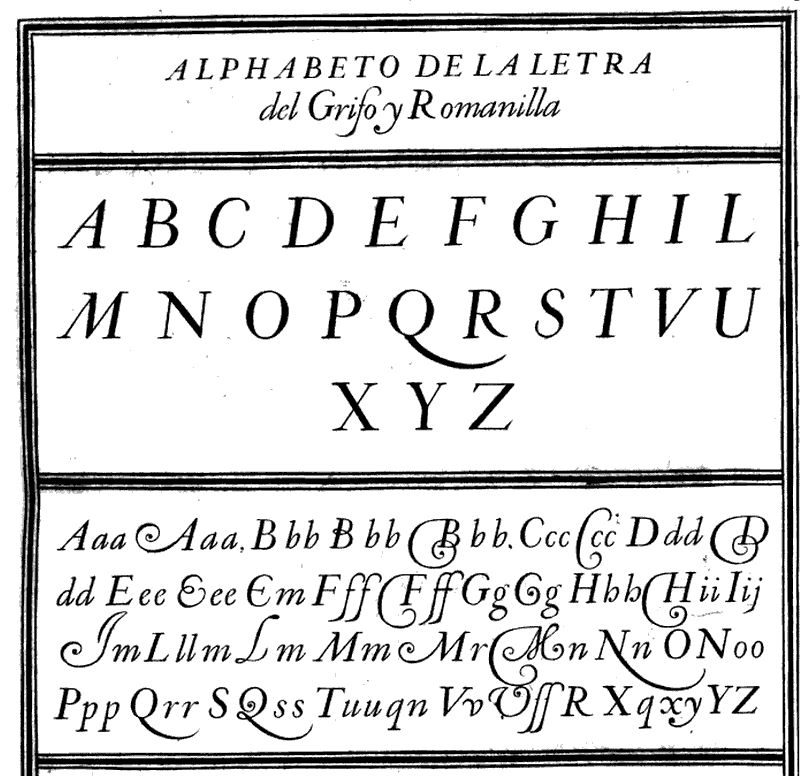
Grabado de letra grifa de José de Casanova.

Diversos calígrafos a partir del Renacimiento incluyeron el diseño de la Grifa en sus tratados por su elegancia. Juan de Iciar no la menciona. Francisco Lucas en Arte subtilissima, por la qual se enseña a escreuir perfectamente, de 1571 la menciona, y dibuja algún modelo aunque no la trata, mientras se ocupa de ella en la tercera parte de su Arte de escreuir de 1577. José de Casanova en su Primera parte del arte de escrivir todas formas de letras de 1650 se ocupa de ella en su tratado tercero, y las láminas que lo siguen.
La fabricación de cursivas mediante la inclinación de la redonda es una tentación que los medios mecánicos llevaron a practicar en el siglo XX, dando lugar a las oblicuas, letras simplemente inclinadas pero sin un diseño especial. Contra esta tendencia se pronunció Eric Gill en su obra An Essay on Typography, donde recuperó la idea renacentista de un diseño poco inclinado pero muy diferente, que aplicó en la cursiva de su Joanna.